# Falilat Ogunkoya
Falilat Ogunkoya-Osheku, nigerijska atletinja, * 5. december 1968, Ode Remo, Nigerija.
Nastopila je na olimpijskih igrah v letih 1988, 1996 in 2000, leta 1996 je osvojila srebrno bronasto medaljo v štafeti 4×400 m in bronasto v teku na 400 m, leta 2000 pa četrto mesto v štafeti 4x400 m in sedmo mesto v teku na 400 m. Na afriških prvenstvih je osvojila dve zlati in srebrno medaljo v teku na 200 m, dve zlati medalji v teku na 400 m in srebrno medaljo v teku na 100 m.